# Jean-Philippe Dojwa
Jean-Philippe Dojwa [uitspraak: dɔʒ'wɑ] (Elbeuf, 7 augustus 1967) is een Frans voormalig wielrenner, die beroeps was tussen 1991 en 1998.

## Wielerloopbaan
Dojwa kende begin jaren negentig kortstondig successen met de eindoverwinning in de Ronde van Luxemburg en een 15e plaats in de Tour van 1993, waarmee hij ook de beste Fransman van die editie was.

## Belangrijkste overwinningen
1992
- La Côte Picarde
- Eindklassement Ronde van Luxemburg

## Resultaten in voornaamste wedstrijden
| Jaar | Ronde van Italië | Ronde van Frankrijk | Ronde van Spanje |
| ---- | ---------------- | ------------------- | ---------------- |
| 1991 |                  |                     | opgave           |
| 1992 |                  |                     |                  |
| 1993 |                  | 15e                 |                  |
| 1994 |                  | opgave              |                  |
| 1997 |                  | opgave              |                  |

| Jaar | Milaan-San Remo |
| ---- | --------------- |
| 1991 |                 |
| 1992 | 91e             |
| 1993 |                 |
| 1994 |                 |
| 1997 |                 |